# A Cook-szigetek az olimpiai játékokon
A Cook-szigetek az 1988-as első szereplése óta az összes alkalommal részt vett a nyári olimpiai játékokon, de sportolói még nem szereztek érmet. Az ország eddig még nem képviseltette magát a téli olimpiai játékokon.
A Cook-szigeteki Sport- és Nemzeti Olimpiai Bizottság 1986-ban alakult meg, a NOB még abban az évben felvette tagjai közé.